# Ledropsis rubromaculata
Ledropsis rubromaculata är en insektsart som beskrevs av Harry Hyde Laidlaw, Jr. 1930. Ledropsis rubromaculata ingår i släktet Ledropsis och familjen dvärgstritar. Inga underarter finns listade i Catalogue of Life.